# Amastus medica
Amastus medica är en fjärilsart som beskrevs av Paul Dognin 1891. Amastus medica ingår i släktet Amastus och familjen björnspinnare. Inga underarter finns listade i Catalogue of Life.